# Lijst van carnavalsverenigingen in Limburg
Dit is een (incomplete) lijst van carnavalsverenigingen in Limburg. Deze lijst betreft carnavalsverenigingen in Nederlands Limburg.
De volgende voorgaande afkortingen komen vaker voor:
- C.V.: Carnavals Vere(i)n(iging)
- K.V.: Karnavals Vere(i)n(iging)
- V.V.: Vastelaovend Vere(i)n(iging)
- V.G.: Vastelaovend Gezelschap
- C.S. Carnavals Stichting / Carnavals sociëteit
- G.M.V: Gekke Maondaag Vereniging

Schuingedrukte letters zijn een referentie aan de plaats: (S: Stads, G: Gennepse, ...)
|        | Vereniging                            | Stad/Dorp/Wijk                          | Gemeente                   | Opgericht         | Embleem |
| ------ | ------------------------------------- | --------------------------------------- | -------------------------- | ----------------- | ------- |
| V.G.   | De 3kes                               | 'Groot-Venlo'                           | Venlo                      | 3 maart 2003      |         |
| K.V.V. | Alaaf Kirchroa 1936                   | Kerkrade (stad)                         | Kerkrade                   | 1936              |         |
| C.V.   | De Aanhawwersj                        | Meerssen                                | Meerssen                   | 1950              |         |
|        | De Aartjes                            | Asselt                                  | Roermond                   | 1980              |         |
| C.V.   | De Aester                             | Echt                                    | Echt-Susteren              | 1938              |         |
| V.V.   | De Aester Sjaelen Uul                 | Pey                                     | Echt-Susteren              |                   |         |
| C.V.   | De Appelkitsjkes                      | Jabeek                                  | Beekdaelen                 |                   |         |
| C.V.   | De Baagratte                          | Nijswiller                              | Gulpen-Wittem              | 1967              |         |
|        | De Bachhusklup                        | Roermond (stad)                         | Roermond                   | 1947              |         |
| V.V.   | De Baeker Pottentaote                 | Beek                                    | Beek                       | 1886              |         |
| C.V.   | De Beerbieters                        | Borgharen                               | Maastricht                 |                   |         |
| C.V.   | De Beerbök                            | Vlodrop                                 | Roerdalen                  | 22 december 1964  |         |
| V.V.   | De Beesterbolle                       | Biest                                   | Weert                      | februari 1990     |         |
| C.V.   | De Belhamels                          | Belfeld                                 | Venlo                      | 1953              |         |
| C.V.   | De Bengels                            | Nederweert-West                         | Nederweert                 | 11 oktober 1973   |         |
| C.V.   | De Beeren                             | Beersdal                                | Heerlen                    | 1957              |         |
| C.V.   | De Berggeite                          | Sint-Odiliënberg                        | Roerdalen                  | 1952              |         |
| C.V.   | De Berggeitte                         | Bemelen                                 | Eijsden-Margraten          |                   |         |
| C.V.   | De Beringse Kuus                      | Beringe                                 | Peel en Maas               | 18 januari 1963   |         |
| V.V.   | De Bessemebènjers                     | Born                                    | Sittard-Geleen             |                   |         |
| C.V.   | De Bessembienders                     | Siebengewald                            | Bergen                     | 1959              |         |
| C.V.   | De Beumerwalders                      | Hulsberg                                | Beekdaelen                 | 1953              |         |
| C.V.   | De Biemösje                           | Posterholt                              | Roerdalen                  |                   |         |
| C.V.   | De Blauwpoët                          | Broekhuizenvorst                        | Horst aan de Maas          |                   |         |
| C.V.   | De Blieërheidsjer Buk                 | Bleijerheide                            | Kerkrade                   |                   |         |
| C.V.   | De Bistrojanen                        | Hoensbroek                              | Heerlen                    | 1977              |         |
| C.V.   | Blauw-wit                             | Mariarade                               | Heerlen                    |                   |         |
| C.V.   | De Blouwe                             | Wolder                                  | Maastricht                 |                   |         |
| C.V.   | De Boemelaire                         | Wahlwiller                              | Gulpen-Wittem              | 1964              |         |
| C.V.   | De Boemelère                          | Banholt                                 | Eijsden-Margraten          | 1955              |         |
| C.V.   | D'n Bok                               | Swolgen                                 | Horst aan de Maas          | 1954              |         |
| V.V.   | De Bokkerieërs                        | Geulle                                  | Meerssen                   |                   |         |
| C.V.   | De Bokkeriejers                       | Sint-Joost                              | Echt-Susteren              | 7 december 1962   |         |
| V.V.   | De Bokkeriejers                       | Tungelroy                               | Weert                      |                   |         |
| C.V.   | De Bokkeriejesj                       | Heerlerheide                            | Heerlen                    | 1898              |         |
| G.V.C  | ’t Bombakkes                          | Gennep                                  | Gennep                     | 11 maart 1946     |         |
| C.V.   | De Borchgrave                         | Roosteren                               | Echt-Susteren              |                   |         |
| C.V.   | De Boschrave                          | Houthem                                 | Valkenburg aan de Geul     |                   |         |
| C.V.   | De Böschule                           | Sibbe, Ijzeren                          | Valkenburg aan de Geul     |                   |         |
| C.V.   | De Bosuule                            | Nunhem                                  | Leudal                     |                   |         |
| C.V.   | De Brakkelerre                        | Eckelrade                               | Eijsden-Margraten          |                   |         |
| C.V.   | De Braniemeekers                      | Limmel, Nazareth                        | Maastricht                 |                   |         |
| C.V.   | De Breuzelère                         | Mechelen                                | Gulpen-Wittem              | 8 januari 1938    |         |
| C.V.   | De Brikkebekkesch                     | Brunssum                                | Brunssum                   | 31 januari 1954   |         |
| V.V.   | De Brökwagters                        | Boshoven                                | Weert                      | 1963              |         |
| C.V.   | De Brookhaze                          | Koningslust                             | Peel en Maas               | 15 februari 1957  |         |
| C.V.   | De Buizers                            | Heibloem                                | Leudal                     |                   |         |
| K.V.   | Burgerlust                            | Eygelshoven                             | Kerkrade                   | 27 december 1924  |         |
| S.V.V. | CCH Gebrook                           | Hoensbroek                              | Heerlen                    | 1964              |         |
| C.V.   | Chalet                                | Treebeek                                | Brunssum                   |                   |         |
| C.V.   | 't Dartele                            | Veulen                                  | Venray                     |                   |         |
| C.V.   | De Diepenkikkers                      | Milsbeek                                | Gennep                     | 8 april 1958      |         |
| C.V.   | D’n Doal                              | Herkenbosch                             | Roerdalen                  | 1937              |         |
| V.V.   | De Doale                              | Limbricht                               | Sittard-Geleen             | 1970              |         |
| C.V.   | De Doorzètters                        | Neerbeek                                | Beek                       | 16 januari 1964   |         |
| C.V.   | De Dörper Kuus                        | Helden                                  | Peel en Maas               |                   |         |
| C.V.   | De Drake                              | Beesel                                  | Beesel                     | 1952              |         |
| C.V.   | D'n Dreumel                           | Horst                                   | Horst aan de Maas          | 1962              |         |
| C.V.   | De Droepnoeze                         | Vaesrade                                | Beekdaelen                 |                   |         |
| C.V.   | De Drommedarisse                      | Wyckerpoort, Wittevrouwenveld           | Maastricht                 |                   |         |
| F.V.   | De Dröppelkes                         | Weert-Oost                              | Weert                      | 2020              |         |
| C.V.   | De Druugsjliepers                     | Eijsden                                 | Eijsden-Margraten          | 1950              |         |
| C.V.   | D'n Duikelaer                         | Boekend                                 | Venlo                      | 1953              |         |
| J.C.V. | De Durchdrieverkes                    | Slenaken                                | Gulpen-Wittem              | 1971              |         |
| J.C.V. | De Durchduujerkes                     | Reijmerstok                             | Gulpen-Wittem              |                   |         |
| V.V.   | De Durchströpere                      | Ubachsberg                              | Voerendaal                 |                   |         |
| C.V.   | De Dwèschdrievers                     | Euverem                                 | Gulpen-Wittem              | 1965              |         |
| C.V.   | Edelweiss                             | Schuttersveld                           | Brunssum                   | 1954              |         |
| V.V.   | De Eekheuëre                          | Eikenderveld                            | Heerlen                    | 1975              |         |
| C.V.   | De Eikkaters                          | Kessel-Eik                              | Peel en Maas               | 1975              |         |
| C.V.   | De Erdmennekes                        | Bergen                                  | Bergen                     |                   |         |
| C.V.   | Dun Èzelskop                          | Sevenum                                 | Horst aan de Maas          | 1954              |         |
| S.V.V. | De Flaarisse                          | Geleen                                  | Sittard-Geleen             |                   |         |
| V.V.   | De Fobmötse                           | Swalmen                                 | Roermond                   | Maart 2000        |         |
| C.V.   | De Foekepot                           | Berg                                    | Valkenburg aan de Geul     |                   |         |
| C.V.   | De Foekepotters                       | Grathem                                 | Leudal                     |                   |         |
| C.V.   | De Foetelaers                         | Nieuwstadt                              | Echt-Susteren              | 1949              |         |
| C.V.   | De Gaarekiekere                       | Gulpen                                  | Gulpen-Wittem              | 22 september 1953 |         |
| V.V.   | De Gaaskaetel                         | Genooi                                  | Venlo                      | 1969              |         |
| V.V.   | De Gangmaekers                        | Heel                                    | Maasgouw                   | 1966              |         |
| V.V.   | De Geete                              | Groenstraat                             | Landgraaf                  | 1 januari 1938    |         |
| V.V.   | De Geitebuk                           | Thorn                                   | Maasgouw                   |                   |         |
| C.V.   | De Geiten                             | Tienray                                 | Horst aan de Maas          | 1952              |         |
|        | 't Gilde Blauw Sjuut                  | Centrum                                 | Heerlen                    | 1949              |         |
| S.V.   | G'n Oea en Laak                       | Ohé en Laak                             | Maasgouw                   |                   |         |
| C.V.   | De Golfbraekers                       | Wessem                                  | Maasgouw                   |                   |         |
| K.V.   | De Graasbörgers                       | Susteren                                | Echt-Susteren              |                   |         |
| C.V.   | De Graasvraeters                      | Grashoek                                | Peel en Maas               | 1966              |         |
| C.V.   | De Grensschiebere                     | Lemiers                                 | Vaals                      |                   |         |
| C.V    | De Grensülle                          | Vaals                                   | Vaals                      | 1948              |         |
| C.V.   | De Greune                             | Wolder                                  | Maastricht                 |                   |         |
| C.V.   | D'n Hab                               | Maasbree                                | Peel en Maas               | 6 april 1961      |         |
| V.V.   | De Haofgengers                        | Hoogvonderen                            | Roermond                   | 1984              |         |
| C.V.   | De Halve Gare                         | Buggenum                                | Leudal                     | 1959              |         |
| V.V.   | De Haverbüle                          | Munstergeleen                           | Sittard-Geleen             |                   |         |
| C.V.   | De Havermennekes                      | Bunde                                   | Meerssen                   |                   |         |
| C.V.   | D'n Hazekeutel                        | Venray                                  | Venray                     | 1963              |         |
| C.V.   | De Hedsbuülen                         | Heide                                   | Venray                     |                   |         |
| C.V.   | De Heikneuters                        | Mook                                    | Mook en Middelaar          | 1957              |         |
| C.V.   | De Heiknuiters                        | Altweerterheide                         | Weert                      | November 1960     |         |
| V.V.   | D'r Heksenbergse Vasteloavends Verein | Heksenberg                              | Heerlen                    | 1971              |         |
| C.V.   | De Hèvers                             | Noorbeek                                | Eijsden-Margraten          |                   |         |
| M.C.V  | De Hoonder                            | Maasbracht                              | Maasgouw                   | 18 januari 1960   |         |
| V.V.   | De Hopsjlokkers                       | Swalmen                                 | Roermond                   | 1952              |         |
| V.V.G  | Jocus                                 | Venlo                                   | Venlo                      | 1842              |         |
| V.V.   | De Jokers                             | Beegden                                 | Maasgouw                   | 1960              |         |
| C.V.   | De Jonge Böck                         | Heerlerheide                            | Heerlen                    | 1954              |         |
| C.V.   | De Kaatboere                          | Kunrade                                 | Voerendaal                 |                   |         |
| V.V.   | De Kaetelaers                         | Steyl                                   | Venlo                      | 1952              |         |
| C.V.   | De Kaevers                            | Smakt en (Holthees)                     | Venray en (Land van Cuijk) |                   |         |
| B.V.V. | Kalk aan de Books                     | Bocholtz                                | Simpelveld                 |                   |         |
| V.V.   | De Kaketoes                           | De Kapel                                | Roermond                   | 15 januari 1956   |         |
| C.V.   | De Karklingels                        | Oostrum                                 | Venray                     |                   |         |
| C.V.   | De Katers                             | Holtum                                  | Sittard-Geleen             | 11 november 1952  |         |
| V.V.   | De Katers                             | Maasniel                                | Roermond                   | 1946              |         |
| C.V.   | De Keescheknup                        | Bingelrade                              | Beekdaelen                 | 1962              |         |
| K.V.   | De Keieschièters                      | Arcen                                   | Venlo                      | November 1950     |         |
| C.V.   | De Keieschieters                      | Geijsteren                              | Venray                     |                   |         |
| C.V.   | De Kempernaaze                        | Sittard                                 | Sittard-Geleen             |                   |         |
| C.V.   | De Kemphazen                          | Egchel                                  | Peel en Maas               |                   |         |
| C.V.   | De Kevers                             | Kessel                                  | Peel en Maas               | 1959              |         |
| C.V.   | De Kieveloeët                         | Meijel                                  | Peel en Maas               |                   |         |
| C.V.   | De Kleindererre                       | Sint-Geertruid                          | Eijsden-Margraten          |                   |         |
| C.V.   | De Klenderaire                        | Cadier en Keer                          | Eijsden-Margraten          |                   |         |
| C.S.   | De Klotbultjes                        | Griendtsveen                            | Horst aan de Maas          | 1964              |         |
| C.V.   | De Klotsköp                           | Rumpen                                  | Brunssum                   |                   |         |
| C.V.   | De Klotsköp (van het kasteel)         | Hoensbroek                              | Heerlen                    | 1960              |         |
| C.V.   | De Klumpkes                           | Broeksittard                            | Sittard-Geleen             |                   |         |
| C.V.   | De Klute-Trappers                     | Vredepeel                               | Venray                     |                   |         |
| C.V.   | 't Knölleke                           | Leunen                                  | Venray                     |                   |         |
| K.V.   | Koelbertus                            | De Kemp                                 | Roermond                   |                   |         |
| C.V.   | De Koelköp                            | Sanderbout                              | Sittard-Geleen             |                   |         |
| C.V.   | De Koeleköp                           | Meers                                   | Stein                      |                   |         |
| C.V.   | De Kook                               | Baarlo                                  | Peel en Maas               |                   |         |
| V.V.   | De Kraonkelaere                       | Krawinkel (Geleen)                      | Sittard-Geleen             |                   |         |
| C.V.   | De Krey                               | Broekhuizen                             | Horst aan de Maas          | 1957              |         |
| C.V.   | Kroeënekraan en Pieëlhaas             | Kronenberg en Evertsoord                | Horst aan de Maas          | 1959              |         |
| C.V.   | De Krölstarte                         | Middelaar                               | Mook en Middelaar          | 31 januari 1956   |         |
| C.V.   | De Kribbebieters                      | De Heeg                                 | Maastricht                 |                   |         |
| C.V.   | De Krubbebieters                      | Oost-Maarland                           | Eijsden-Margraten          |                   |         |
| V.V.   | De Kujeldreiers                       | Kelpen-Oler                             | Leudal                     | 1970              |         |
| C.V.   | De Kuluut                             | Wellerlooi                              | Bergen                     |                   |         |
|        | Kuus oeht Kepel                       | Panningen                               | Peel en Maas               | 1952              |         |
| C.V.   | de Kuutebieters                       | Ulestraten                              | Meerssen                   |                   |         |
| S.C.   | De Kwakkers                           | Rothem                                  | Meerssen                   |                   |         |
| C.V.   | De Kwakkerte                          | Spaubeek                                | Beek                       |                   |         |
| V.V.   | De Kwakkert                           | Heythuysen                              | Leudal                     |                   |         |
| V.G.   | De Kwas                               | Venlo-Zuid                              | Venlo                      |                   |         |
| C.V.   | De Kwakvusj                           | Breust                                  | Eijsden-Margraten          | November 1978     |         |
| C.V.   | De Kwekkerte                          | Boukoul                                 | Roermond                   | 7 november 1948   |         |
| C.V.   | De Kwekkerte                          | Linne                                   | Maasgouw                   |                   |         |
| V.V.   | De Kwiebusse                          | Neer                                    | Leudal                     | 1875              |         |
| C.V.   | De Leefhöbbers                        | Stevensweert                            | Maasgouw                   | 1990              |         |
| C.V.   | De Beerpiép                           | Tegelen                                 | Venlo                      | 11 augustus 1967  |         |
| C.V.   | De Lollige Buk                        | Dieteren                                | Echt-Susteren              | 1947              |         |
| C.V.   | De Lombokkers                         | Berg aan de Maas en Nattenhoven         | Stein                      |                   |         |
| V.V.   | De Losböl                             | Leveroy                                 | Nederweert                 |                   |         |
| C.V.   | De Lotbroekers                        | Nieuw Lotbroek                          | Heerlen                    | 1981              |         |
| K.V.   | De Louvermen                          | Buchten                                 | Sittard-Geleen             |                   |         |
| C.V.   | De Maasjoerts                         | Well                                    | Bergen                     |                   |         |
| C.V.   | De Mallebergers                       | Malberg, Caberg, Oud-Caberg, Malpertuis | Maastricht                 |                   |         |
| K.V.   | De Mammoeters                         | Pottenberg                              | Maastricht                 |                   |         |
| K.V.   | De Markoef                            | Melick                                  | Roerdalen                  |                   |         |
| C.V.   | De Marotte                            | Sittard                                 | Sittard-Geleen             | 1881              |         |
| C.V.   | De Maskotters                         | Ottersum                                | Gennep                     |                   |         |
| C.V.   | De Mechelkes                          | Kemperkoul                              | Sittard-Geleen             |                   |         |
| C.V.   | De Meulenwiekers                      | Molenhoek                               | Mook en Middelaar          | Oktober 1971      |         |
| C.V.   | De Meulewiekers                       | Meterik                                 | Horst aan de Maas          |                   |         |
| C.S.   | De Mirlitophile                       | Valkenburg                              | Valkenburg aan de Geul     | 1879              |         |
| C.V.   | De Mineurs                            | Brusselsepoort, Belfort, Daalhof        | Maastricht                 |                   |         |
| C.V.   | De Moelemaekersj                      | Scheulder                               | Eijsden-Margraten          |                   |         |
| V.V.   | De Moeraskwaakers                     | 'T Ven                                  | Venlo                      | November 1974     |         |
| C.V.   | De Moerebuuk                          | Ell                                     | Leudal                     |                   |         |
| V.V.   | De Moêzevângers                       | Laar                                    | Weert                      | 1982              |         |
| K.V.   | De Molmuus                            | Klimmen                                 | Voerendaal                 |                   |         |
| C.V.   | De Mosasaurusse                       | Sint Pieter                             | Maastricht                 |                   |         |
| C.V.   | De Naachraove                         | Eijsden                                 | Eijsden-Margraten          |                   |         |
| C.V.   | De Naate                              | Voerendaal                              | Voerendaal                 |                   |         |
| C.V.   | De Nachdravers                        | Termaar                                 | Eijsden-Margraten          |                   |         |
| V.V.   | De Nachtegale                         | Asenray                                 | Roermond                   | 1959              |         |
| C.V.   | De Nachuule                           | Nuth                                    | Beekdaelen                 | 1962              |         |
| C.V.   | De Narre Overhoven                    | Overhoven                               | Sittard-Geleen             |                   |         |
| C.V.   | Nieuwdorp                             | Nieuwdorp (Stein)                       | Stein                      |                   |         |
| V.G.   | D'n Oeles                             | Tegelen                                 | Venlo                      | 1951              |         |
| C.V.   | Onger 't Viaduct                      | Maasbracht                              | Maasgouw                   | 2003              |         |
| C.V.   | Òntsjpoard                            | Susteren                                | Echt-Susteren              |                   |         |
| C.V.   | De Öss                                | Eys                                     | Gulpen-Wittem              | 1952              |         |
| C.V.   | De Paljassen                          | Schandelen                              | Heerlen                    | 1953              |         |
| C.V.   | De Pänkes                             | Abdissenbosch                           | Landgraaf                  | 6 juni 2002       |         |
| C.V.   | De Papegaai                           | Koningsbosch                            | Echt-Susteren              |                   |         |
| V.V.   | De Parkstad Böck                      | Waubach                                 | Landgraaf                  |                   |         |
| C.V.   | De Parkuule                           | Amstenrade                              | Beekdaelen                 | 2002              |         |
| C.V.   | De Pedaalridders                      | Doenrade                                | Beekdaelen                 |                   |         |
| C.V.   | De Peerlinke                          | Illikhoven-Visserweert                  | Echt-Susteren              | Januari 1958      |         |
| C.V.   | De Boéreraod                          | Tegelen                                 | Venlo                      | 1955              |         |
| C.V.   | De Peijas                             | Afferden                                | Bergen                     |                   |         |
| G.M.V. | De Peg                                | Lottum                                  | Horst aan de Maas          |                   |         |
| C.V.   | De Perganaze                          | Limbricht                               | Sittard-Geleen             |                   |         |
| C.V.   | De Piëlhaan                           | Landweert                               | Venray                     | 24 december 2014  |         |
| V.V.   | De Piëlhaas                           | Venray                                  | Venray                     | Januari 1939      |         |
| C.V.   | De Piëlreus                           | Ysselsteyn                              | Venray                     | 1954              |         |
| K.V.   | De Piepkukes                          | Nederweert-Eind                         | Nederweert                 | November 1963     |         |
| V.V.   | De Pinmaekers                         | Nederweert                              | Nederweert                 |                   |         |
| G.M.V. | De Plaggenhouwers                     | Grubbenvorst                            | Horst aan de Maas          |                   |         |
| C.V.   | De Plekkers                           | Merum                                   | Roermond                   | 1966              |         |
| K.V.   | De Plekplaosters                      | Baexem                                  | Leudal                     |                   |         |
| C.V.   | De Plintepuutsjere                    | Vaals                                   | Vaals                      |                   |         |
| C.V.   | De Poerker                            | Hout-Blerick                            | Venlo                      |                   |         |
| C.V.   | De Pötters                            | Puth                                    | Beekdaelen                 | 1956              |         |
|        | Prinsengarde Coriovallum              | Schaesbergerveld                        | Heerlen                    | 1981              |         |
| C.V.   | De Puime                              | Wijlre                                  | Gulpen-Wittem              | 1959              |         |
| C.V.   | De Puinesjödders                      | Ittervoort                              | Leudal                     |                   |         |
| V.V.   | De Rabbedabben                        | Haler-Uffelse                           | Leudal                     | 1965              |         |
| C.V.   | De Reube                              | Obbicht                                 | Sittard-Geleen             |                   |         |
| C.V.   | De Rieste                             | Margraten                               | Eijsden-Margraten          | 1937              |         |
| V.V.   | De Rogstaekers                        | Weert (stad)                            | Weert                      | 1926              |         |
| C.V.   | De Ruuk                               | Blitterswijck                           | Venray                     |                   |         |
| C.V.   | De Sajelaire                          | Elsloo                                  | Stein                      |                   |         |
| C.V.   | De Schanseknuppels                    | Castenray                               | Venray                     | 1956              |         |
| S.V.V. | D'r Schaesbergse Vasteloavends Verein | Schaesberg                              | Landgraaf                  | 28 januari 1968   |         |
| V.V.   | De Schäöpkes                          | Groenewoud                              | Weert                      | November 1962     |         |
| C.V.   | De Schinöster                         | Schinnen                                | Beekdaelen                 |                   |         |
| C.V.   | De Schnapsnaze                        | Vijlen                                  | Vaals                      |                   |         |
| V.V.   | De Serdelhunj                         | Hunsel                                  | Leudal                     |                   |         |
| C.V.   | De Sjansemaekers                      | Roggel                                  | Leudal                     |                   |         |
| V.V.   | De Sjaopsköp                          | Horn                                    | Leudal                     |                   |         |
|        | De Sjelme                             | Centrum                                 | Heerlen                    | 1983              |         |
| C.V.   | De Sjepene                            | Oirsbeek                                | Beekdaelen                 |                   |         |
| C.V.   | Sjilvend Alaaf                        | Schinveld                               | Beekdaelen                 | 1969              |         |
| C.V.   | De Sjlaaibök                          | Amby                                    | Maastricht                 |                   |         |
| V.V.   | De Sjoutvotte                         | Geleen-Zuid                             | Sittard-Geleen             | 16 januari 1960   |         |
| C.V.   | De Sjravelaire                        | Genhout                                 | Beek                       | 1974              |         |
| C.V.   | De Sjraveleirs                        | Heer                                    | Maastricht                 |                   |         |
| K.V.   | De Sjravelerre                        | Mheer                                   | Eijsden-Margraten          | 1952              |         |
| C.V.   | D’r Sjtee Uul                         | Ubach over Worms                        | Landgraaf                  | Januari 1963      |         |
| C.V.   | De Sjnuffelère                        | Rijckholt                               | Eijsden-Margraten          |                   |         |
| C.V.   | Ieëre Road De Sjweëgelsöppers         | Nieuwenhagen                            | Landgraaf                  | 1982              |         |
| C.V.   | De Sjwenskes                          | Sweikhuizen                             | Beekdaelen                 |                   |         |
| C.V.   | De Smautbulen                         | Einighausen                             | Sittard-Geleen             |                   |         |
| C.V.   | De Soeplummele                        | Heerlerbaan                             | Heerlen                    | 1962              |         |
| C.V.   | De Spinneköpkes                       | Nieuwenhagen                            | Landgraaf                  |                   |         |
| V.V.   | De Spoeëkejaegers                     | Swartbroek                              | Weert                      |                   |         |
| V.V.   | De Spurriemök                         | Oirlo                                   | Venray                     |                   |         |
| V.V.   | Steinderbök                           | Stein                                   | Stein                      | 1938              |         |
| C.V.   | De Streupers                          | Brunssum-Noord                          | Brunssum                   | 11 december 1954  |         |
| C.V.   | De Sukerpinnen                        | Aijen                                   | Bergen                     | 4 november 1961   |         |
| V.V.   | De Swentibolders                      | Lindenheuvel                            | Sittard-Geleen             |                   |         |
| C.V.   | De Taarbreuk                          | Schimmert                               | Beekdaelen                 | 11 oktober 1956   |         |
|        | De Tempeleers                         | Maastricht                              | Maastricht                 | 16 november 1945  |         |
| C.V.   | De Thiëtuite                          | Lomm                                    | Venlo                      | November 1955     |         |
| V.G.   | De Törvers                            | Venlo (stad)                            | Venlo                      |                   |         |
| V.V.   | De Tuinhagedisse                      | Leeuwen                                 | Roermond                   |                   |         |
| C.V.   | De Turftreiërs                        | America                                 | Horst aan de Maas          |                   |         |
| C.V.   | De Tuurhouters                        | Guttecoven                              | Sittard-Geleen             |                   |         |
| C.V.   | D'n Tuutekop                          | Hegelsom                                | Horst aan de Maas          | 1963              |         |
| C.V.   | De Ülle                               | Partij-Wittem                           | Gulpen-Wittem              | 1962              |         |
| C.V.   | De Unskes                             | Nieuwenhagen                            | Landgraaf                  |                   |         |
| S.V.V. | D'n Uul                               | Roermond (stad)                         | Roermond                   | 1884              |         |
| C.V.   | D'n Uul van den Grauwert              | Montfort                                | Roerdalen                  | 1906              |         |
| V.V.   | De Uule                               | Oud-Geleen                              | Sittard-Geleen             | 1937              |         |
| V.G.   | De Vaegers                            | Venlo (stad)                            | Venlo                      | 1 april 1978      |         |
| V.V.   | De Veldjmuus                          | Het Veld                                | Roermond                   | 1937              |         |
| C.V.   | De Veldkretsers                       | Wijnandsrade                            | Beekdaelen                 | 1964              |         |
| V.V.   | De Vêrkusköp                          | Weert-Zuid                              | Weert                      | 1960              |         |
| C.V.   | De Vlaskop                            | Melderslo                               | Horst aan de Maas          | 1962              |         |
| C.V.   | De Vlavreters                         | Welten-Benzerade                        | Heerlen                    | 1956              |         |
| V.V.   | De Vlikkestaekers                     | Ospel                                   | Nederweert                 |                   |         |
| V.G.   | De Vogelhut                           | Venlo (stad)                            | Venlo                      | 1970              |         |
| C.V.   | Der Vooseschtoets                     | Epen                                    | Gulpen-Wittem              | 1938              |         |
| C.V.   | De Vöskes                             | Meerlo                                  | Horst aan de Maas          | 1949              |         |
| V.V.   | De Vreigeliers                        | Haelen                                  | Leudal                     | 11 november 1955  |         |
| C.V.   | De Vreigeleire                        | Itteren                                 | Maastricht                 |                   |         |
| V.V.   | Vreug of Laat                         | Weert (stad)                            | Weert                      | 2011              |         |
| C.V.   | De Wespelle                           | Rimburg                                 | Landgraaf                  | 1953              |         |
| C.V.   | De Waldkrekels                        | Ven-Zelderheide                         | Gennep                     | 1959              |         |
| V.V.   | De Walvaegers                         | Neeritter                               | Leudal                     | 1958              |         |
| C.V.   | De Waterratte                         | Ool                                     | Roermond                   | Januari 1953      |         |
| C.V.   | De Waterratte                         | Heugem                                  | Maastricht                 |                   |         |
| C.V.   | De Waterratte                         | Schin op Geul                           | Valkenburg aan de Geul     |                   |         |
| C.V.   | De Waterratte                         | Urmond                                  | Stein                      |                   |         |
| C.V.   | De Wiendbuul                          | Wanssum                                 | Venray                     | 1 februari 1952   |         |
| V.V.   | 'T Wild Dörp                          | Haanrade                                | Kerkrade                   |                   |         |
| V.V.   | De Windjbuujels                       | Reuver                                  | Beesel                     | 8 november 1950   |         |
| H.V.V. | De Winkbülle                          | Heerlen (stad)                          | Heerlen                    | 3 november 1947   |         |
| K.V.   | 't Winterköningske                    | Maria Hoop                              | Echt-Susteren              |                   |         |
| C.V.   | Woeësj-joepe                          | Simpelveld                              | Simpelveld                 |                   |         |
| V.G.   | De Wortelepin                         | Blerick                                 | Venlo                      | 1947              |         |
| B.V.V. | De Worteleschrabbers                  | Boekend                                 | Venlo                      | 1980              |         |
| C.V.   | De Wortelpin                          | Heijen                                  | Gennep                     | 1959              |         |
| C.V.   | De Wuif                               | Ransdaal                                | Voerendaal                 |                   |         |
| G.M.V. | De Wuilus                             | Velden                                  | Venlo                      | 1950              |         |
| V.V.   | De Zagewetters                        | Merselo                                 | Venray                     | 1957              |         |
| V.V.   | De Zawpense                           | Grevenbicht                             | Sittard-Geleen             |                   |         |
| C.V.   | De Zeemplekkesj                       | Merkelbeek                              | Beekdaelen                 | 1951              |         |
| V.V.   | De Zoatmaale                          | Stramproy                               | Weert                      |                   |         |
| C.V.   | De Zoefülle                           | Bocholtz                                | Simpelveld                 |                   |         |
| V.V.   | De Zweeloeëre                         | Leuken                                  | Weert                      | 8 februari 1965   |         |
| C.V.   | De Zweitlanceers                      | Gronsveld                               | Eijsden-Margraten          |                   |         |

## Voormalige carnavalsverenigingen
|      | Vereniging       | Stad/Dorp/Wijk | Gemeente          | Opgericht | Opgeheven |
| ---- | ---------------- | -------------- | ----------------- | --------- | --------- |
| C.V. | De Klèèflep      | Eijsden        | Eijsden-Margraten | 1953      | 2019      |
|      | Sociëteit Momus  | Maastricht     | Maastricht        | 1841      | 1939      |
| C.V. | De Postbuulen    | Heerlen        | Heerlen           | 1959      | 2022      |
|      | De Wannevleegers | Venlo (stad)   | Venlo             | 1843      |           |